# George Eaton
George Ross Eaton (* 12. November 1945 in Toronto) ist ein ehemaliger kanadischer Autorennfahrer.

## Karriere
George Eaton wurde in die vermögende kanadische Unternehmerfamilie Eaton’s hineingeboren. Nach dem Ende seiner Rennkarriere stand Eaton zehn Jahre der Warenhauskette der Familie als Vorstandsvorsitzender vor.
Seine ersten Rennen bestritt Eaton auf einem McLaren M1C und einer AC Cobra. 1967 stieg er in die nordamerikanische CanAm-Rennserie ein. Seine beste Platzierung war der dritte Platz beim verregneten Rennen in Laguna Seca.
Ende der 1960er-Jahre erwarb Eaton zwei neue Rennfahrzeuge, einen McLaren M12 für die CanAm-Serie und einen McLaren M10, einen Monoposto, den er in der Formel A einsetzte. Seine starken Leistungen brachten ihn in die Formel 1. Ende 1969 fuhr Eaton die Großen Preise der USA und Mexiko für B.R.M.
1970 bekam der Kanadier einen Werksvertrag bei B.R.M. und fuhr für das britische Team sowohl in der Formel 1 als auch in der CanAm-Serie mit dem neuen BRM P54. Das Jahr verlief völlig enttäuschend. Der P54 war nicht ausgereift und mit dem BRM P153 konnte er in der Formel-1-Weltmeisterschaft keinen WM-Punkt erzielen.
Eaton fuhr 1971 noch den Großen Preis von Kanada für B.R.M., dann war die Formel-1-Karriere vorüber. Es folgten Sportwagenrennen; für Ferrari fuhr er in Le Mans und in Sebring. Aber große Erfolge im Motorsport blieben für Eaton aus und so verließ er Ende 1972 die Rennszene und übernahm Aufgaben im Familienkonzern.

## Statistik

### Le-Mans-Ergebnisse
| Jahr | Team                       | Fahrzeug            | Teamkollege    | Platzierung | Ausfallgrund |
| ---- | -------------------------- | ------------------- | -------------- | ----------- | ------------ |
| 1971 | North American Racing Team | Ferrari 512S Spyder | Masten Gregory | Ausfall     | Benzinsystem |

### Sebring-Ergebnisse
| Jahr | Team                       | Fahrzeug         | Teamkollege           | Platzierung | Ausfallgrund |
| ---- | -------------------------- | ---------------- | --------------------- | ----------- | ------------ |
| 1971 | North American Racing Team | Ferrari 312 P/71 | Luigi Chinetti junior | Rang 8      |              |

### Einzelergebnisse in der Sportwagen-Weltmeisterschaft
| Saison | Team                      | Rennwagen                 | 1   | 2   | 3   | 4   | 5   | 6   | 7   | 8   | 9   | 10  | 11  | 12  | 13  | 14  |
| ------ | ------------------------- | ------------------------- | --- | --- | --- | --- | --- | --- | --- | --- | --- | --- | --- | --- | --- | --- |
| 1967   | Craig Fisher              | Chevrolet Camaro          | DAY | SEB | MON | SPA | TAR | NÜR | LEM | HOK | MUG | BRH | CCE | ZEL | OVI | NÜR |
| 1967   | Craig Fisher              | Chevrolet Camaro          | DNF |     |     |     |     |     |     |     |     |     |     |     |     |     |
| 1970   | Randy’s Auto Body Service | Lola T70                  | DAY | SEB | BRH | MON | TAR | SPA | NÜR | LEM | WAT | ZEL |     |     |     |     |
| 1970   | Randy’s Auto Body Service | Lola T70                  | DNF |     |     |     |     |     |     |     |     |     |     |     |     |     |
| 1971   | NART Herbert Müller       | Ferrari 312P Ferrari 512S | BUA | DAY | SEB | BRH | MON | SPA | TAR | NÜR | LEM | ZEL | WAT |     |     |     |
| 1971   | NART Herbert Müller       | Ferrari 312P Ferrari 512S |     |     | 8   |     |     |     |     |     | DNF |     | DNF |     |     |     |
| 1972   | NART                      | Ferrari 312P              | BUA | DAY | SEB | BRH | MON | SPA | TAR | NÜR | LEM | ZEL | WAT |     |     |     |
| 1972   | NART                      | Ferrari 312P              | DNF |     |     |     |     |     |     |     |     |     |     |     |     |     |